# Карпатская складковая область
Карпатская складчатая область (укр. Карпатська складчаста система) — северо-восточное ответвление Альпийской геосинклинальной области Европы в виде дугообразной системы складковых гор (Карпаты).
Область разделяется на ряд больших структур, разграниченные насовами: Предкарпатский передовой прогиб, Наружные (Флишевые) Карпаты, Внутренние Карпаты, Закарпатский тыловой прогиб и Паннонская впадина (Большая Венгерская низменность), которая не относится к собственно Карпат. Предкарпатский прогиб примыкает к юго-западной окраины Восточно-Европейской платформы, заполненный неогеновыми молосами, разделяется на наружную, центральную и внутреннюю зоны. Внутренняя и центральная зоны имеют сложную структуру из чешуеподобных дислокаций; представляют собой крупные покрывала, занимающие  15-20 км. наружной зоны, которая создалась в конце неогена и имеет ступенчатый фундамент. Внешние Карпаты составлен с меловых и палеогеновых флишев (мощность 4-5 км), представляют собой систему линейных, разорванных насовами лускападобных складок (скіб), развернутых и опущенных на Предкарпатский прогиб в предмиоценовый период. Наружные и Внутренние Карпаты отделен зоной большого глубинного насова. Во Внутренних Карпатах на территории Украины выделяется Мармарошский кристаллический массив, составленный из покровов, сформировавшихся в среднемеловое время из разновозрастных метаморфичных пород. Наблюдаются перемещении покрывал на 15-20 км в направлении Внешних Карпат. Внутренние Карпаты состоят также из молодых магматических интрузий , известняков и доломитов, опущенных в позднемеловое время в форме верховых покрывал. Вдоль внутреннего края Карпатской дуги проходит наибольший в Европе внутрикарпатский вулканический пояс, который развивался в миоцен-плейстоценовый период. Состоит из андезитов, трахитов, базальтов, туфов. Внутренние Карпаты образовали фундамент Закарпатского прогиба, заполненного моласами неогена, среди которых местами развит солянокупольные структуры. Закарпатский прогиб отделен от Паннонской впадины Припаннонским глубинным разломом.